# Джей Ліч
Джей Ліч (англ. Jay Leach, нар. 2 вересня 1979, Сірак'юс) — американський хокеїст, що грав на позиції захисника. Грав за збірну команду США. Згодом — хокейний тренер.

## Ігрова кар'єра
Хокейну кар'єру розпочав 1997 року.
1998 року був обраний на драфті НХЛ під 115-м загальним номером командою «Фінікс Койотс». 
Протягом професійної клубної ігрової кар'єри, що тривала 13 років, захищав кольори команд «Бостон Брюїнс», «Тампа-Бей Лайтнінг», «Нью-Джерсі Девілс», «Монреаль Канадієнс» та «Сан-Хосе Шаркс».
Загалом провів 70 матчів у НХЛ.
Був гравцем молодіжної збірної США, у складі якої брав участь у 7 іграх. Виступав за дорослу збірну США.

## Статистика

### Клубні виступи
| Сезон        | Клуб                      | Ліга         | Регулярний сезон | Регулярний сезон | Регулярний сезон | Регулярний сезон | Регулярний сезон | Плей-оф | Плей-оф | Плей-оф | Плей-оф | Плей-оф |
| Сезон        | Клуб                      | Ліга         | І                | Г                | П                | О                | ШХ               | І       | Г       | П       | О       | ШХ      |
| ------------ | ------------------------- | ------------ | ---------------- | ---------------- | ---------------- | ---------------- | ---------------- | ------- | ------- | ------- | ------- | ------- |
| 1997–98      | «Провіденс Колледж»       | САХ          | 32               | 0                | 8                | 8                | 29               | —       | —       | —       | —       | —       |
| 1998–99      | «Провіденс Колледж»       | САХ          | 33               | 1                | 8                | 9                | 42               | —       | —       | —       | —       | —       |
| 1999–00      | «Провіденс Колледж»       | САХ          | 37               | 1                | 9                | 10               | 101              | —       | —       | —       | —       | —       |
| 2000–01      | «Провіденс Колледж»       | САХ          | 40               | 4                | 21               | 25               | 104              | —       | —       | —       | —       | —       |
| 2001–02      | «Міссісіпі Сі Вульвс»     | ХЛСУ         | 70               | 3                | 13               | 16               | 116              | 10      | 1       | 1       | 2       | 8       |
| 2002–03      | «Огаста Лінкс»            | ХЛСУ         | 65               | 8                | 11               | 19               | 162              | —       | —       | —       | —       | —       |
| 2002–03      | «Спрінгфілдс Фелконс»     | АХЛ          | 9                | 0                | 0                | 0                | 0                | —       | —       | —       | —       | —       |
| 2003–04      | «Лонг Біч Айс Догс»       | ХЛСУ         | 3                | 0                | 1                | 1                | 4                | —       | —       | —       | —       | —       |
| 2003–04      | «Провіденс Брюїнс»        | АХЛ          | 3                | 0                | 0                | 0                | 4                | —       | —       | —       | —       | —       |
| 2003–04      | «Трентон Титанс»          | ХЛСУ         | 31               | 2                | 11               | 13               | 45               | —       | —       | —       | —       | —       |
| 2003–04      | «Бріджпорт Саунд Тайгерс» | АХЛ          | 23               | 0                | 1                | 1                | 33               | 7       | 0       | 1       | 1       | 10      |
| 2004–05      | «Трентон Титанс»          | ХЛСУ         | 11               | 0                | 2                | 2                | 17               | —       | —       | —       | —       | —       |
| 2004–05      | «Провіденс Брюїнс»        | АХЛ          | 62               | 4                | 5                | 9                | 92               | 17      | 0       | 0       | 0       | 28      |
| 2005–06      | «Провіденс Брюїнс»        | АХЛ          | 71               | 5                | 11               | 16               | 100              | 6       | 0       | 1       | 1       | 15      |
| 2005–06      | «Бостон Брюїнс»           | НХЛ          | 2                | 0                | 0                | 0                | 7                | —       | —       | —       | —       | —       |
| 2006–07      | «Провіденс Брюїнс»        | АХЛ          | 73               | 2                | 5                | 7                | 128              | 13      | 0       | 4       | 4       | 13      |
| 2007–08      | «Норкфол Едміралс»        | АХЛ          | 55               | 3                | 8                | 11               | 54               | —       | —       | —       | —       | —       |
| 2007–08      | «Тампа-Бей Лайтнінг»      | НХЛ          | 2                | 0                | 0                | 0                | 0                | —       | —       | —       | —       | —       |
| 2007–08      | «Портленд Пайретс»        | АХЛ          | 20               | 3                | 6                | 9                | 30               | 18      | 1       | 0       | 1       | 7       |
| 2008–09      | «Ловелл Девілс»           | АХЛ          | 24               | 2                | 4                | 6                | 29               | —       | —       | —       | —       | —       |
| 2008–09      | «Нью-Джерсі Девілс»       | НХЛ          | 24               | 0                | 1                | 1                | 21               | —       | —       | —       | —       | —       |
| 2009–10      | «Ловелл Девілс»           | АХЛ          | 12               | 0                | 3                | 3                | 10               | —       | —       | —       | —       | —       |
| 2009–10      | «Монреаль Канадієнс»      | НХЛ          | 7                | 0                | 0                | 0                | 5                | —       | —       | —       | —       | —       |
| 2009–10      | «Сан-Хосе Шаркс»          | НХЛ          | 28               | 1                | 1                | 2                | 20               | —       | —       | —       | —       | —       |
| 2010–11      | «Ворчестер Шаркс»         | АХЛ          | 50               | 1                | 4                | 5                | 45               | —       | —       | —       | —       | —       |
| 2010–11      | «Олбані Девілс»           | АХЛ          | 16               | 1                | 3                | 4                | 8                | —       | —       | —       | —       | —       |
| 2010–11      | «Нью-Джерсі Девілс»       | НХЛ          | 7                | 0                | 0                | 0                | 7                | —       | —       | —       | —       | —       |
| 2011–12      | «Олбані Девілс»           | АХЛ          | 21               | 0                | 2                | 2                | 12               | —       | —       | —       | —       | —       |
| 2012–13      | «Олбані Девілс»           | АХЛ          | 60               | 4                | 10               | 14               | 63               | —       | —       | —       | —       | —       |
| Усього в НХЛ | Усього в НХЛ              | Усього в НХЛ | 70               | 1                | 2                | 3                | 60               | —       | —       | —       | —       | —       |

### Збірна
| Рік              | Команда          | Турнір           | Місце            | І | Г | П | О | ШХ |
| ---------------- | ---------------- | ---------------- | ---------------- | - | - | - | - | -- |
| 1998             | США              | МЧС              | 5-е              | 7 | 0 | 1 | 1 | 8  |
| Молодіжна збірна | Молодіжна збірна | Молодіжна збірна | Молодіжна збірна | 7 | 0 | 1 | 1 | 8  |